# Helmuth James von Moltke
Helmuth James Graf von Moltke (født 11. marts 1907 i Kreisau, død 23. januar 1945 i Berlin-Plötzensee) var en tysk jurist, adelsmand og modstandsmand mod det nazistiske Tyskland. Han var grundlægger af Kreisau-kredsen. Efter 20. juli-attentatet i 1944 blev han anholdt, dømt og henrettet ved hængning i januar 1945.
Hans hustru, Freya von Moltke, var også med i Kreisau-kredsen, men overlevede krigen og bevarede sin mands korrespondance samt søgte at udbrede hans ideer.